# 26761 Stromboli
26761 Stromboli è un asteroide della fascia principale. Scoperto nel 1960, presenta un'orbita caratterizzata da un semiasse maggiore pari a 3,9981703 UA e da un'eccentricità di 0,1652298, inclinata di 3,54063° rispetto all'eclittica.
Il nome dell'asteroide ricorda l'isola vulcanica di Stromboli.